# Philodendron lingulatum
Philodendron lingulatum är en kallaväxtart som först beskrevs av Carl von Linné, och fick sitt nu gällande namn av Karl Heinrich Koch. Philodendron lingulatum ingår i släktet Philodendron och familjen kallaväxter. Inga underarter finns listade.